# Algebra operatorów
W analizie funkcjonalnej algebra operatorów to algebra ciągłych operatorów liniowych na przestrzeni liniowo-topologicznej z mnożeniem danym przez złożenie odwzorowań. Mimo że zwykle jest klasyfikowana jako dziedzina analizy funkcjonalnej, ma bezpośrednie zastosowanie w teorii reprezentacji, geometrii różniczkowej, kwantowej mechanice statystycznej, informatyce kwantowej i kwantowej teorii pól.
Takie algebry mogą być użyte do badania jednocześnie dowolnych zestawów operatorów. Z tego punktu widzenia algebry operatorów można uznać za uogólnienie teorii spektralnej pojedynczego operatora. Zwykle algebry operatorów są pierścieniami nieprzemiennymi.
Algebra operatorów zwykle musi być zawarta w określonej topologii operatorów, w algebrze wszystkich ciągłych operatorów liniowych. W szczególności jest zbiorem operatorów z algebraicznymi i topologicznymi właściwościami zawierania. W niektórych dziedzinach te właściwości są uznawane za aksjomaty i algebry z pewnymi strukturami topologicznymi stają się przedmiotem badań.
Pomimo że algebry operatorów bada się w różnych kontekstach, termin algebra operatorów jest zwykle używany w kontekście algebr powiązanych operatorów na przestrzeni Banacha, lub jeszcze konkretniej – w kontekście algebr operatorów na rozłącznej przestrzeni Hilberta z topologią norm operatorów.